# Jogos da CPLP
Os Jogos da CPLP são um evento multidesportivo que envolve todos os membros da CPLP: Angola, Brasil, Cabo Verde, Guiné-Bissau, Moçambique, Portugal, São Tomé, Príncipe e Timor Leste.
Apesar de o conceito ser semelhante ao dos Jogos da Lusofonia, nos Jogos da CPLP apenas é permitida a participação de atletas com idade inferior a 16 anos.

## Edições
Não existe um tempo certo entre as edições, mas desde 2008 elas são realizadas a cada dois anos. A edição de 2020 foi adiada para 2022, devido à pandemia de COVID-19, voltando a ser postergada para 2025.
| Ano  | Jogos | Sede               | País                | Maior medalhista |
| ---- | ----- | ------------------ | ------------------- | ---------------- |
| 1992 | I     | Lisboa             | Portugal            | Portugal         |
| 1995 | II    | Bissau             | Guiné-Bissau        | Angola           |
| 1997 | III   | Maputo             | Moçambique          | Portugal         |
| 2002 | IV    | Praia (Cabo Verde) | Cabo Verde          | Portugal         |
| 2005 | V     | Luanda             | Angola              | Brasil           |
| 2008 | VI    | Rio de Janeiro     | Brasil              | Brasil           |
| 2010 | VII   | Maputo             | Moçambique          | Brasil           |
| 2012 | VIII  | Mafra              | Portugal            | Portugal         |
| 2014 | IX    | Luanda             | Angola              | Brasil           |
| 2016 | X     | Ilha do Sal        | Cabo Verde          | Portugal         |
| 2018 | XI    | Ilha de São Tomé   | São Tomé e Príncipe | Portugal         |
| 2025 | XII   | Dili               | Timor-Leste         | a definir        |
| 2027 | XIII  | a definir          | Brasil              | a definir        |

## Modalidades
Entre as modalidades desportivas já disputadas nos Jogos da CPLP estão o andebol, atletismo, atletismo para portadores de deficiência, o basquetebol, o futebol, o ténis e o voleibol de praia. Devido à grande relação entre o hóquei em patins e a lusofonia, é expetável que nas próximas edições este desporto faça parte dos jogos.
| Modalidade                 | 2010 | 2012 | Total |
| -------------------------- | ---- | ---- | ----- |
| Andebol                    | ✓    | ✓    | 2     |
| Atletismo                  | ✓    | ✓    | 2     |
| Atletismo para deficientes | ✓    | ✓    | 2     |
| Basquetebol                | ✓    | ✓    | 2     |
| Futebol                    | ✓    | ✓    | 2     |
| Ténis                      | ✓    | ✓    | 2     |
| Voleibol de praia          | ✓    | ✓    | 2     |
| Total                      | 7    | 7    |       |